# سيد أحمد خديس
سيد أحمد خديس (من مواليد 22 أغسطس 1985 في الجزائر العاصمة) هو لاعب كرة قدم جزائري يلعب حاليًا كمدافع عن نصر حسين داي في الدوري الجزائري.

## مشوار
في يوليو 2010، التحق رسميا بفريق رائد القبة، وأمضى على عقد يربطه بالفريق لموسمين.
في يناير 2014، سرحت إدارة مولودية بجاية خديس إلى فريق اتحاد بلعباس.

## شخصي
خديس هو نجل اللاعب الجزائري الدولي السابق ولاعب نصر حسين داي محمد خديس.

## تتويجات
- الرابطة الجزائرية المحترفة الأولى:
  - شبيبة القبائل 2007/2008
  - نادي مولودية الجزائر 2009/2010

## روابط خارجية
- سيد أحمد خديس على موقع قاعدة بيانات كرة القدم.إي يو (الإنجليزية)
- سيد أحمد خديس على موقع Soccerway.com (الإنجليزية)